# Хабаровский, Владислав Юрьевич
Владисла́в Ю́рьевич Хаба́ровский (р. 11 января 1960) — российский тренер по пауэрлифтингу.

## Биография
Владислав Хабаровский родился 11 января 1960 года. В 1967—1977 годах с первого по десятый класс учился в обнинской школе № 7. В 1978—1980 годах служил в войсковой части 45108 в Кузнецке-12.
Президент местной общественной организации города Обнинска «Федерация пауэрлифтинга».

### Семья
- Брат — Олег Юрьевич Хабаровский (р. 1955).

## Известные ученики
- София Пермякова (р. 1985) — российский пауэрлифтер[1]. Серебряный призёр Кубка России по пауэрлифтингу в категории до 47 кг (2012). Мастер спорта России международного класса (2012).